# 卡霍夫卡村委员会
卡霍夫卡村委员会（俄语：Каховский сельсовет）是俄罗斯联邦阿穆尔州罗姆内区所属的一个村委员会。其下辖有3个居民点，行政中心为卡霍夫卡。据2016年统计，该村委员会的人口为493人。